# Victoria Paris

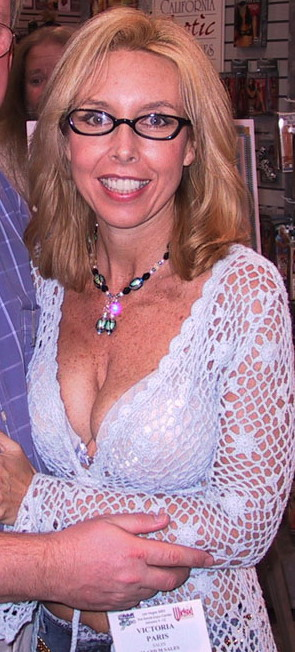
Victoria Paris, 2003

Victoria Paris, eigentlich Sheila Young, (* 22. November 1960, nach anderen Quellen am 22. November 1965 in Great Falls, Montana; † 10. August 2021) war eine US-amerikanische Pornodarstellerin.

## Leben und Karriere
Victoria Paris hatte einen Bachelor-Abschluss in Ernährungswissenschaften. Sie startete ihre Karriere in den späten 1980er-Jahren. Nach einigen Nebenrollen hatte sie 1989 den ersten Erfolg mit dem Film Live In, Love In, einem Abzug von Three's Company aus dem Jahr (1977), in dem sie zusammen mit Robert Bullock und Tamara Lee spielte. 1990 trat sie als Ärztin in dem Film Night Trips auf. Danach war sie in zirka 160 Filmen zu sehen. Sie wurde in die AVN Hall of Fame aufgenommen. Im August 2021 erlag sie im Alter von 60 Jahren einer Brustkrebserkrankung.

## Auszeichnungen
- 1990: AVN Award „Best New Starlet“
- 1991: AVN Award „Best All Girl Sex Scene“ (The New Barbarians) zusammen mit Sabrina Dawn